# Crowborough
Crowborough és una ciutat del districte de Wealden de Sussex Oriental (Anglaterra). El seu nom prové de Weald i a tocar del bosc d'Ashdown, a la zona de High Weald Area of Outstanding National Beauty 7 milles (12,8 km) al sud-oest del Royal Tunbridge Wells i 35 milles (56 km) al sud de Londres. Té una carretera i ferrocarril i és dirigit per una corporació municipal. És la ciutat més gran de l'interior (per la població) de l'East Sussex.

## Història
Hi ha diverses interpretacions del significat del nom de la ciutat. Abans de convertir-se en un acord, documents locals utilitzen els noms de Crohbergh, Crowbergh, Croweborowghe, Crowbarrow i Crowboro. Croh (en anglès antic: el safrà o el color groc daurat i berg significa muntanya). Gorse, que creix en abundància a la zona de Beacon Crowborough, i les seves flors grogues bé podria haver contribuït al seu significat.
En 1734, un benefactor local, Sir Henry Fermor, va llegar diners per a una església i una escola de caritat en benefici de les "persones molt ignorants i pagans" que vivien a la part de Rotherfield "o prop d'un lloc anomenat Crowborough i Ashdown Forest". L'església, dedicada a Tots Sants, i l'escola (de primària) encara sobreviuen avui.
Al segle xix es va promoure com un centre de salut en funció de l'altitud, els pujols i el bosc circumdant. Les immobiliàries de l'època van ser tan lluny com per anomenar-ho Escòcia de Sussex.